# Millerieae
Millerieae es una tribu de plantas con flores perteneciente a la subfamilia Asteroideae dentro de la familia de las asteráceas. Tiene los siguientes géneros.

## Géneros
Según Uniprot:
- Alepidocline, Alloispermum, Aphanactis, Axiniphyllum, Bebbia, Carramboa, Coespeletia, Cymophora, Desmanthodium, Dyscritothamnus, Espeletia, Espeletiopsis, Galinsoga, Guizotia, Ichthyothere, Jaegeria, Lecocarpus, Libanothamnus, Melampodium, Milleria, Oteiza, Paramiflos, Ruilopezia, Rumfordia, Sigesbeckia, Smallanthus, Tamania, Tetragonotheca, Tridax, Trigonospermum

Según NCBI:
- Acanthospermum - Alepidocline - Alloispermum - Aphanactis - Axiniphyllum - Bebbia - Carramboa - Coespeletia - Cymophora - Desmanthodium - Dyscritothamnus - Espeletia - Espeletiopsis - Galinsoga - Guizotia - Ichthyothere - Jaegeria - Lecocarpus - Libanothamnus - Melampodium - Milleria - Oteiza - Paramiflos - Ruilopezia - Rumfordia - Sigesbeckia - Smallanthus - Tamania - Tetragonotheca - Tridax - Trigonospermum